# Henry Johansson
Henry Johan Johansson (Södertälje, 23 settembre 1897 – Södertälje, 28 maggio 1979) è stato un hockeista su ghiaccio svedese.

## Palmarès

### Olimpiadi invernali
- Argento a Sankt Moritz 1928 nell'hockey su ghiaccio.